# 肇慶東駅
肇慶東駅は、中華人民共和国広東省肇慶市鼎湖区永安鎮にあり、貴広旅客専用線、南広線、広肇都市間鉄道の駅。2015年1月26日に開業した。

## 駅構内

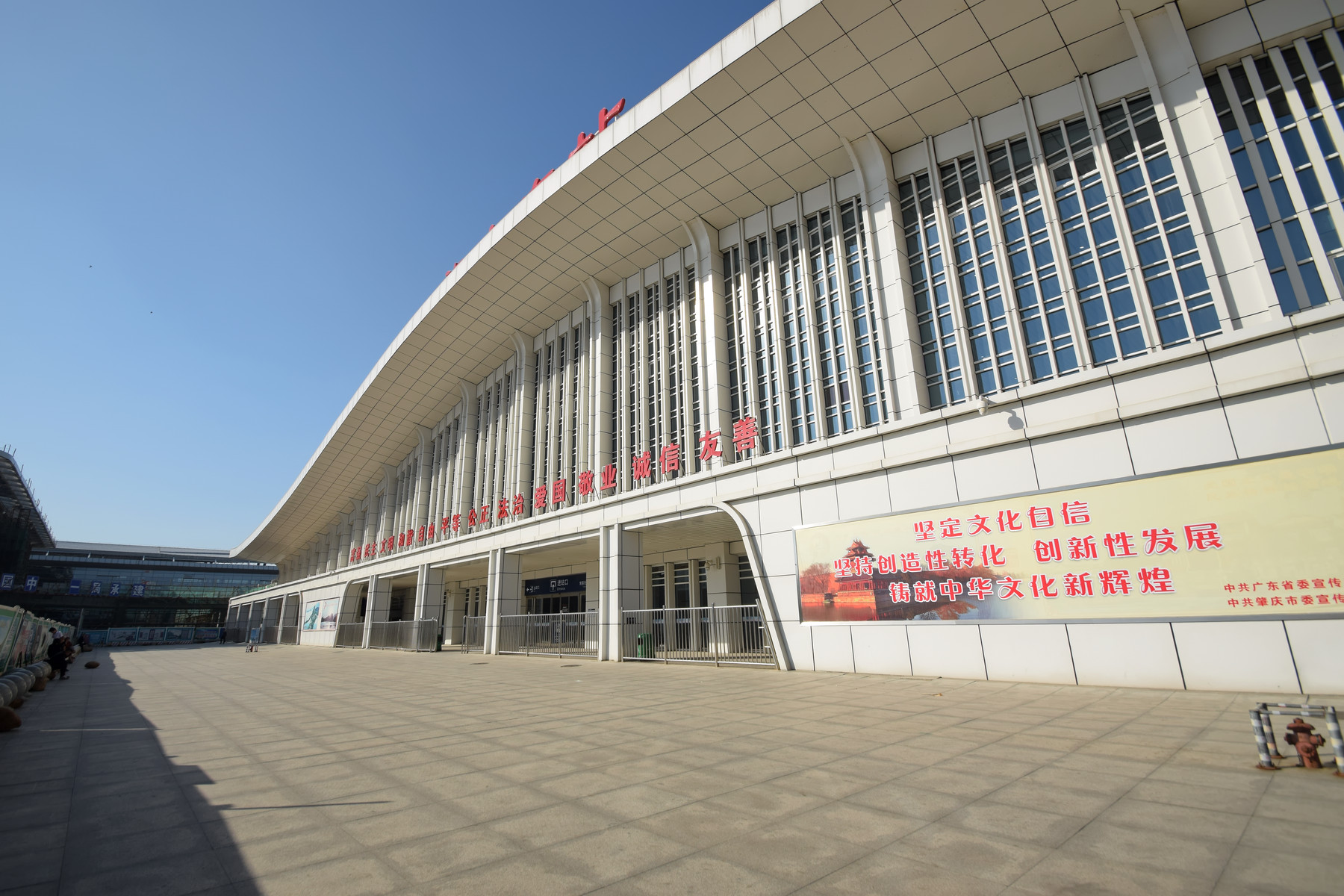
肇慶東駅入口

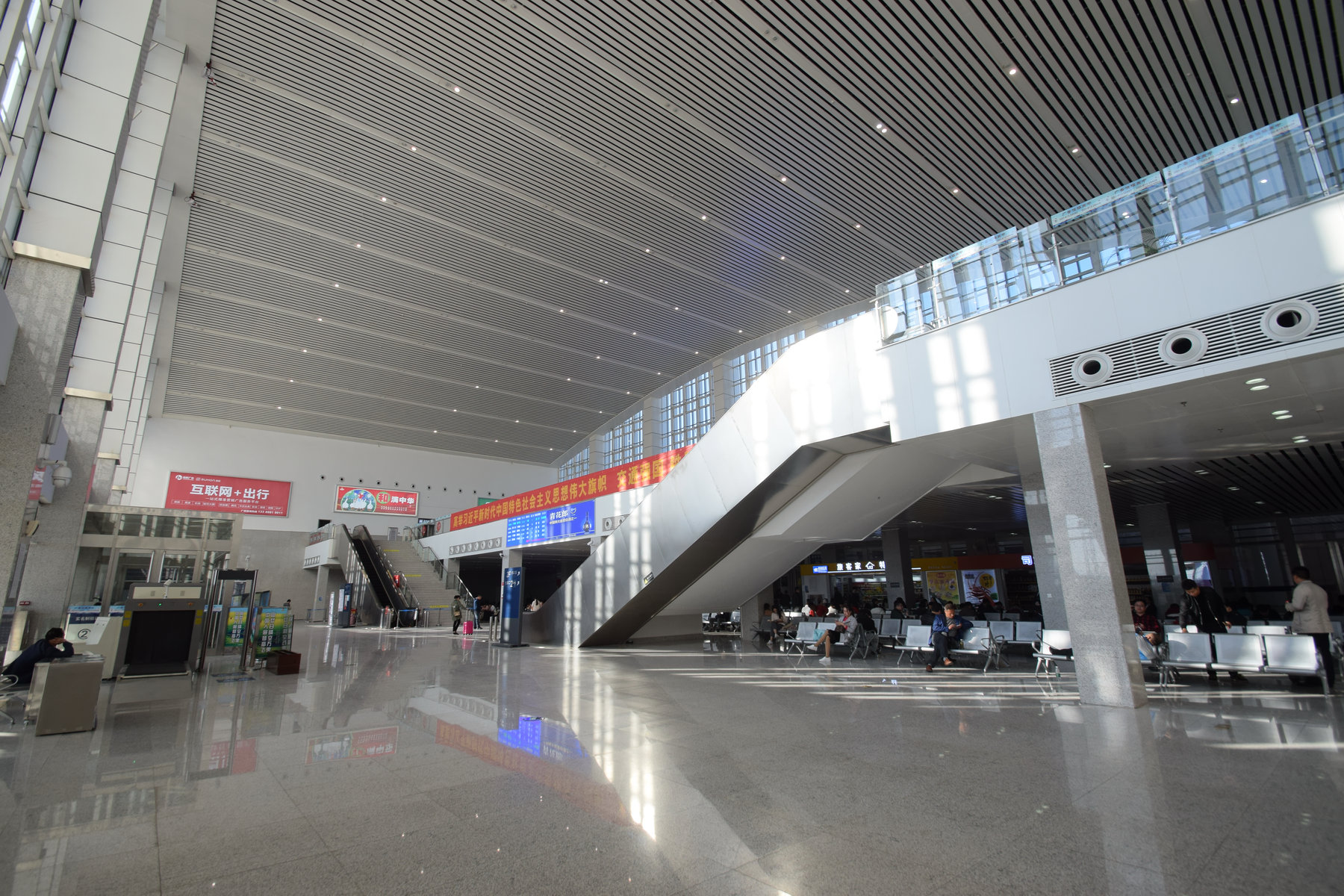
肇慶東駅ホール

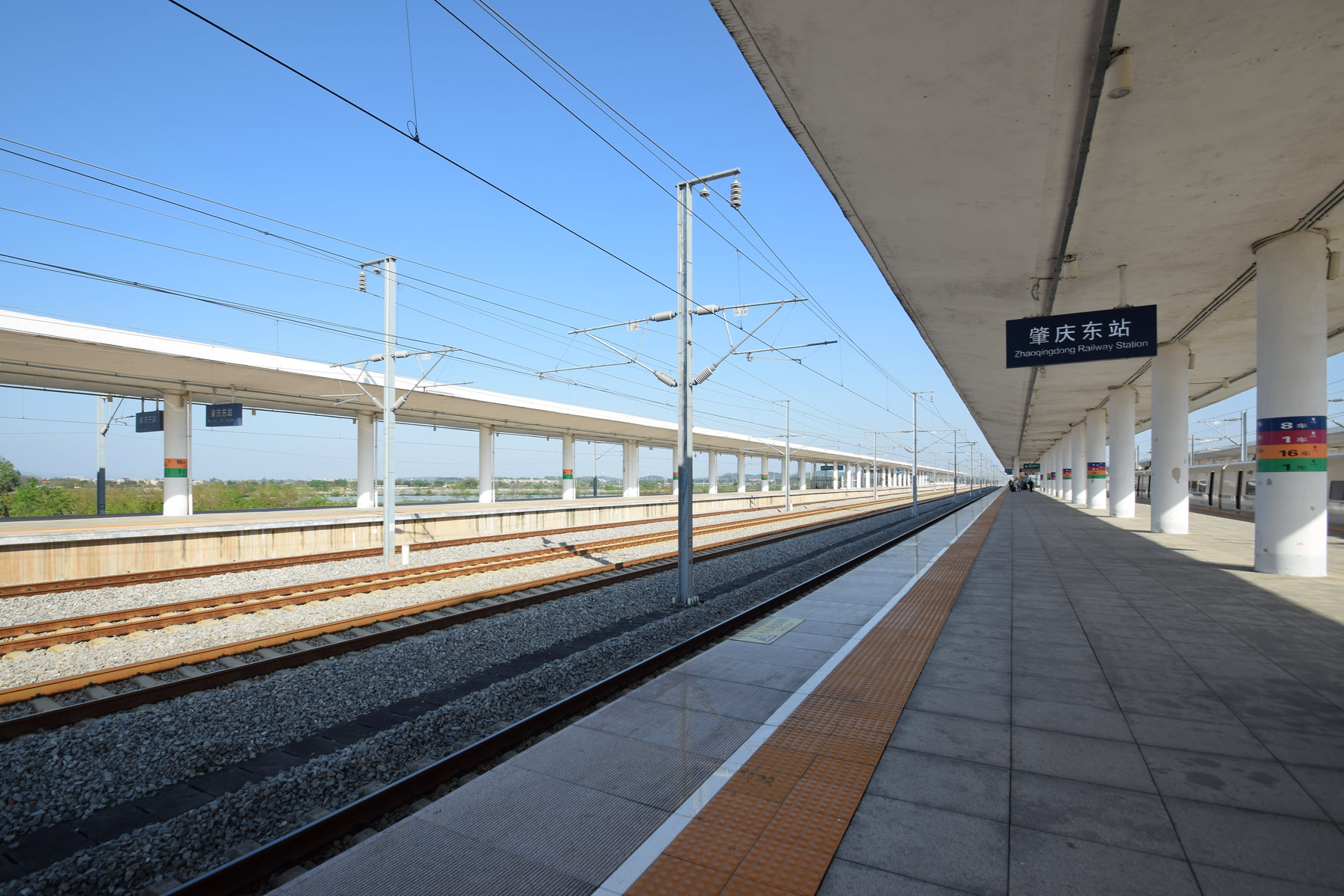
肇慶東駅桂光旅客専用線駅

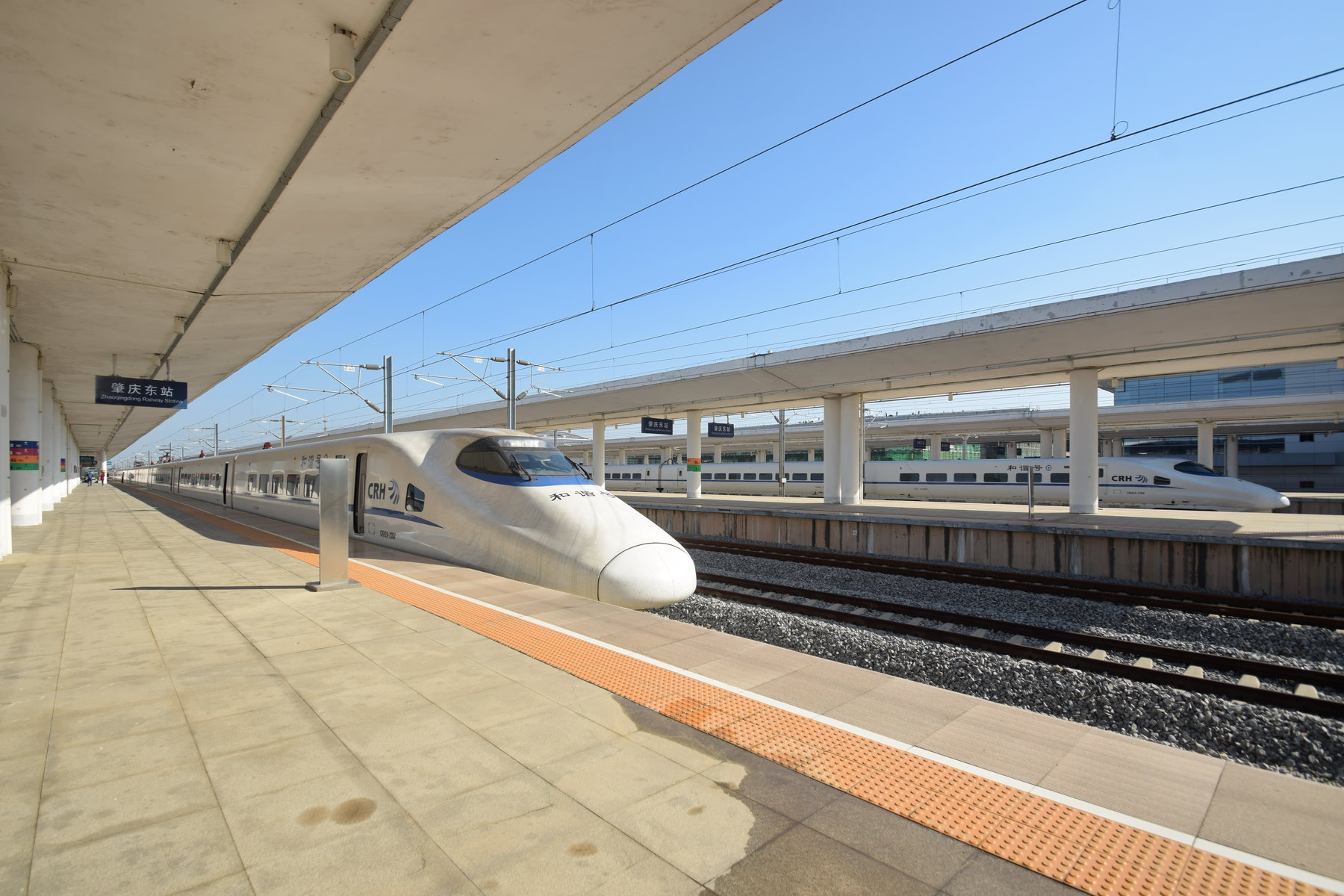
貴陽北駅に至るD2834（左）、 北海駅に至るD3722 中国高速鉄道CRH2型電車電気EMUが肇慶東駅で停車する。

肇慶東駅は、桂光鉄道、南光鉄道国家鉄道駅ビル、および関連する高速鉄道制御ビル、駐車場、信号ビル、オフィスビル、交通ハブビルで構成されている。

### 長距離バス
肇慶東駅は、鼎湖東駅の西側にあり、土地面積は約52,000平方メートル、総建設面積は約44,300平方メートルである。主な施設には、待合室、チケット売り場、長距離プラットフォーム、支援事業が含まるが、まだ建設は開始されていない。

## 隣りの駅
中国国鉄
南広線
雲浮東駅　-　肇慶東駅　-　三水南駅
貴広旅客専用線
広寧駅　-　肇慶東駅　-　三水南駅
柳梧線
徳大駅　-　肇慶東駅　-　三水南駅
貴広旅客専用線広州北線
広寧駅　-　肇慶東駅　-　広州北駅
肇江珠高速鉄道
肇慶東駅　-　高明駅

## 参考資料
1. ↑  広肇都市間鉄道の駅名は鼎湖東駅
2. ↑  肇庆火车东站开通运营 的存檔，存档日期2015-01-27.
3. ↑  “肇庆东站站前综合体及站前大道工程PPP项目资格预审公告”. www.ccgp.gov.cn. 2016年9月29日閲覧。